# Gloria a Salta (ciudad)

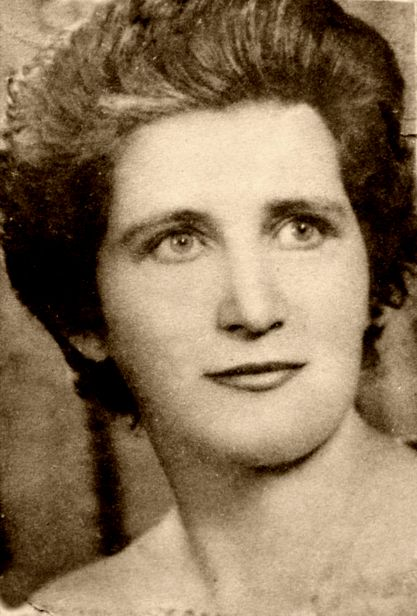
Amy Paterson, compositora de la música.

La marcha Gloria a Salta es el himno oficial de la ciudad de Salta. Es obligatoria su entonación en todos los establecimientos escolares dependientes de la municipalidad y en todo acto oficial después del Himno Nacional Argentino. La letra fue compuesta por Sara Solá de Castellanos y la música por Amy Paterson.

## Letra
Gloria a Salta, la estrella del Norte,
la risueña, la heroica ciudad,
la que lleva, gallarda en su porte,
de Castilla la noble heredad.

Gloria al sabio Virrey de Toledo,
que siguiendo magnífico plan,
ordenó su creación en el suelo,
del inmenso y feroz Tucumán.

Gloria a Hernando de Lerma, el valiente,
que en el valle su pueblo trazó,
y de España, la eterna simiente,
de la fe y el honor nos legó.

Gloria a Salta, magnífico muro,
que la tierra argentina guardó,
y su triunfo más bello y más puro,
en febrero a la Patria le dio.

Gloria a Salta, la cuna de Güemes,
que en la historia su nombre grabó,
porque en lucha, tenaz y bizarra,
a su tierra la vida ofrendó.

Gloria a Salta que lleva en su escudo
un blasón de nobleza y lealtad,
y de que marcha, con paso seguro,
por la senda de la libertad.
Gloria a Salta, Gloria a Salta.

Letra: Sara Solá de Castellanos
Música: Amy Paterson